# Kazanie do ptaków
Kazanie do ptaków (wł. Predica agli uccelli) – piętnasty z dwudziestu ośmiu fresków z cyklu Sceny z życia świętego Franciszka znajdujących się w górnym kościele bazyliki świętego Franciszka w Asyżu, których autorstwo przypisywane jest Giotto di Bondone. Namalowany około 1295–1299.
Część badaczy skłonnych jest przypisywać autorstwo fresku Pietro Cavalliniemu.

## Tematyka
Twórca fresku przedstawił scenę opisaną w Życiorysie większym świętego Franciszka Bonawentury z Bagnoregio, napisanym w 1263. W rozdziale dwunastym tego średniowiecznego utworu przedstawiony zostaje epizod, który miał miejsce przy drodze łączącej Cannarę z Bevagną. Franciszek przemawiał do dużej grupy ptaków, a one otwierały dzioby, rozpościerały skrzydła i patrzyły na niego z uwagą. Inne wczesne źródła franciszkańskie wspominające o wydarzeniu to Życiorys pierwszy Tomasza z Celano i Kwiatki świętego Franciszka anonimowego autora z XIV wieku. Przedstawienie Franciszka przemawiającego do ptaków jest bliskie pobożności ludowej.

## Opis
Franciszek został przedstawiony jako człowiek schorowany, zadowolony z przebiegu swojego życia. Na jego twarzy widoczny jest spokój i swego rodzaju głębia duchowej mądrości. Drzewa są naturalnej wielkości, w przeciwieństwie do pozostałych fresków – na których widoczne są jeszcze wpływy symbolizmu sztuki bizantyńskiej (Ofiarowanie płaszcza ubogiemu rycerzowi, Cud ze źródłem). Tło zaskakuje prostotą przedstawienia. Drzewa cechują się wiosenną bujnością. Tonacja nieba zbliżona jest do koloru lapis lazuli. Nie zachowało się ubarwienie ptaków. Również powierzchnia nieba częściowo uległa odbarwieniu. Być może kazanie do ptaków należy interpretować jako wyraz bliskości świętego z odrzuconymi i bezdomnymi, których życie chciał dzielić.